# Masateru Akita
Masateru Akita (秋田 政輝 Akita Masateru?, nacido el 25 de septiembre de 1982 en Chiba) es un exfutbolista japonés. Jugaba de centrocampista y su último club fue el Zweigen Kanazawa de Japón.

## Trayectoria

### Clubes
| Club             | País  | Año         |
| ---------------- | ----- | ----------- |
| Mito HollyHock   | Japón | 2005 - 2006 |
| Banditonce Kobe  | Japón | 2007        |
| Zweigen Kanazawa | Japón | 2008 - 2009 |